# Comuna Kvitneve, Korostîșiv
Kvitneve (în ucraineană Квітнева сільська рада) este o comună în raionul Korostîșiv, regiunea Jîtomîr, Ucraina, formată din satele Antonivka, Brajeneț, Krasîlivka, Kvitneve (reședința) și Țarivka.

## Demografie
Componența lingvistică a comunei Kvitneve
     Ucraineană (98,09%)
     Rusă (1,5%)
     Alte limbi (0,27%)
Conform recensământului din 2001, majoritatea populației comunei Kvitneve era vorbitoare de ucraineană (98,09%), existând în minoritate și vorbitori de rusă (1,5%).